# Fältinspelning
Fältinspelning är en ljudinspelning gjord utanför en inspelningsstudio, och kan avse både ljud från naturen och mänskligt producerade ljud. Kravet att spela in utanför studiomiljön innebär att inspelningsutrustningen måste vara portabel, eller åtminstone enkelt transportabel. I USA gjordes de tidigaste fältinspelningarna av antropologen Jesse Walter Fewkes bland urinvånare ur Passamaquoddy-stammen i Maine i mars 1890.
Fonograf var länge den enda inspelningsapparat som var lätt att transportera och inte krävde externa kraftkällor. Först i mitten på 1950-talet började det komma ut portabla bandspelare på marknaden. De var batteridrivna och förhållandevis enkla att transportera, även om batterierna var tunga. De medgav också god ljudkvalitet på inspelningarna, vilket gjorde insamlandet av musik mer attraktivt. Sedan 1970-talet kan fältinspelningar också göras med video.
Inom musiketnologin kan fältinspelning avse inspelningar av musiker i hemmiljö.  I Europa gjordes tidiga fältinspelningar av musik av bland andra Béla Bartóks lärare Béla Vikár från 1896 i Ungern. I Sverige gjorde bland andra etnografen Yngve Laurell och järnvägstjänstemannen Karl Tirén fältinspelningar av folkmusik respektive jojk med fonograf.